# Nicolas Colladon
Nicolas Colladon (Bourges, 1530 circa – Losanna, 1586) è stato un pastore calvinista francese naturalizzato svizzero.

## Biografia
Figlio di due coniugi francesi che nel 1536 si rifugiarono in Svizzera per motivi religiosi, studiò teologia a Losanna e a Ginevra. Amico di Calvino, fu pastore a Vandœuvres e a Ginevra e nel 1564 fu rettore dell'Accademia ginevrina dove, alla morte di Calvino, insegnò teologia e, insieme con Teodoro di Bèze, nel 1565 scrisse una nota biografia del riformatore francese. Venuto in conflitto con i magistrati della città, si trasferì nel 1571 a Losanna, insegnando nella locale Accademia.